# Niên biểu lịch sử Anh (1600–1699)
Dưới đây là niên biểu các sự kiện trong lịch sử Anh từ năm 1600 1699.
Niên biểu lịch sử ở Anh (1500-1599) Niên biểu lịch sử ở Anh (1700-1799)

## 1600 - 1699
- 1603 England - Nữ hoàng Elizabeth I mất 24 tháng 3
- 1603 England - James VI xứ Scotland lên ngôi vua England (với tên James I xứ England)
- 1603 England - Bệnh dịch
- 1605 England và Scotland - 5 tháng 11, âm mưu của Gunpowder bị phát hiện
- 1618 England - Hành hình Walter Raleigh
- 1625 England và Scotland - James I của Anh mất 27 tháng 3
- 1639 England và Scotland - Chiến tranh Bishops kéo dài cho đến 1644
- 1640 England - Long Parliament được triệu tập.
- 1642 England - Nội chiến Anh bắt đầu (xem Niên biểu Nội chiến Anh)
- 1666 England - Đại hoả hoạn ở London tàn phá thành phố từ 2 tháng 9 - 6 tháng 9.
- 1688 England - Cuộc cách mạng Glorious thay thế James II bằng William III